# Juba II
Juba II (Numídia, 52 a.C. — Cesareia, 23), rei berbere da Numídia e de Cesareia (Mauritânia romana), homem de letras e artista, autor de vários tratados sobre literatura, geografia, pintura, teatro, história, medicina e história natural. Publicou cerca de 50 livros, a maioria em grego. Feito prisioneiro aos seis anos de idade, foi exibido numa das marchas triunfais de Júlio César, sendo educado na casa imperial romana. Casou com a filha de Cleópatra e de Marco António.

## Biografia
Juba II era filho de Juba I, rei da Numídia. O seu pai apoiou Pompeu na guerra civil contra Júlio César tendo, aquando da derrota de Thapso, em 46 a.C., preferido o suicídio a ser feito prisioneiro. O jovem Juba, teria então cerca de 6 anos, foi capturado e exibido no triunfo que Júlio César organizou em Roma.
Educado no seio da família imperial romana, adoptou os costumes e cultura latinos, sendo proficiente em latim e grego. Acompanhou Otaviano (futuro imperador Augusto) em algumas das suas campanhas, demonstrando grande coragem e capacidade de liderança.
Amigo do imperador, no ano 25 a.C, foi instalado pelos romanos como rei da Numídia, sucedendo a seu pai. No ano 20 a.C., o imperador deu-lhe como esposa Cleópatra Selene II, filha dos célebres Marco António e Cleópatra, trazendo como dote o título de  rainha da Mauritânia (isto é da parte ocidental do litoral norte-africano). O casal estabeleceu a sua capital em Iol, rebaptizando a cidade com o nome de Cesareia (Caeserea), naquela que é hoje a cidade de Cherchell no centro norte da atual Argélia.
Reinando, sob suserania romana, a partir de Cesareia a sua zona de influência estendia-se por todo o Mediterrâneo Ocidental, tendo interesses na costa sudoeste da Península Ibérica e na costa atlântica de África até ao sul das Canárias.
Muito conhecido entre os gregos e romanos, Juba foi um homem de letras e artista, autor de vários tratados sobre literatura, pintura, teatro, história e medicina. É unânime o reconhecimento pelos historiadores contemporâneos gregos e romanos da sua inigualável inteligência e erudição.
Entre outras descobertas, deve-se-lhe o reconhecimento e descrição dos poderes curativos das euforbiáceas (o nome eufórbia deriva de Euphorbus, o médico da corte de Juba ).
Dotado de grande curiosidade geográfica, organizou diversas expedições, entre as quais uma que pretendia descobrir as nascentes do rio Nilo, que se acreditava ficavam no sul dos montes do Atlas.

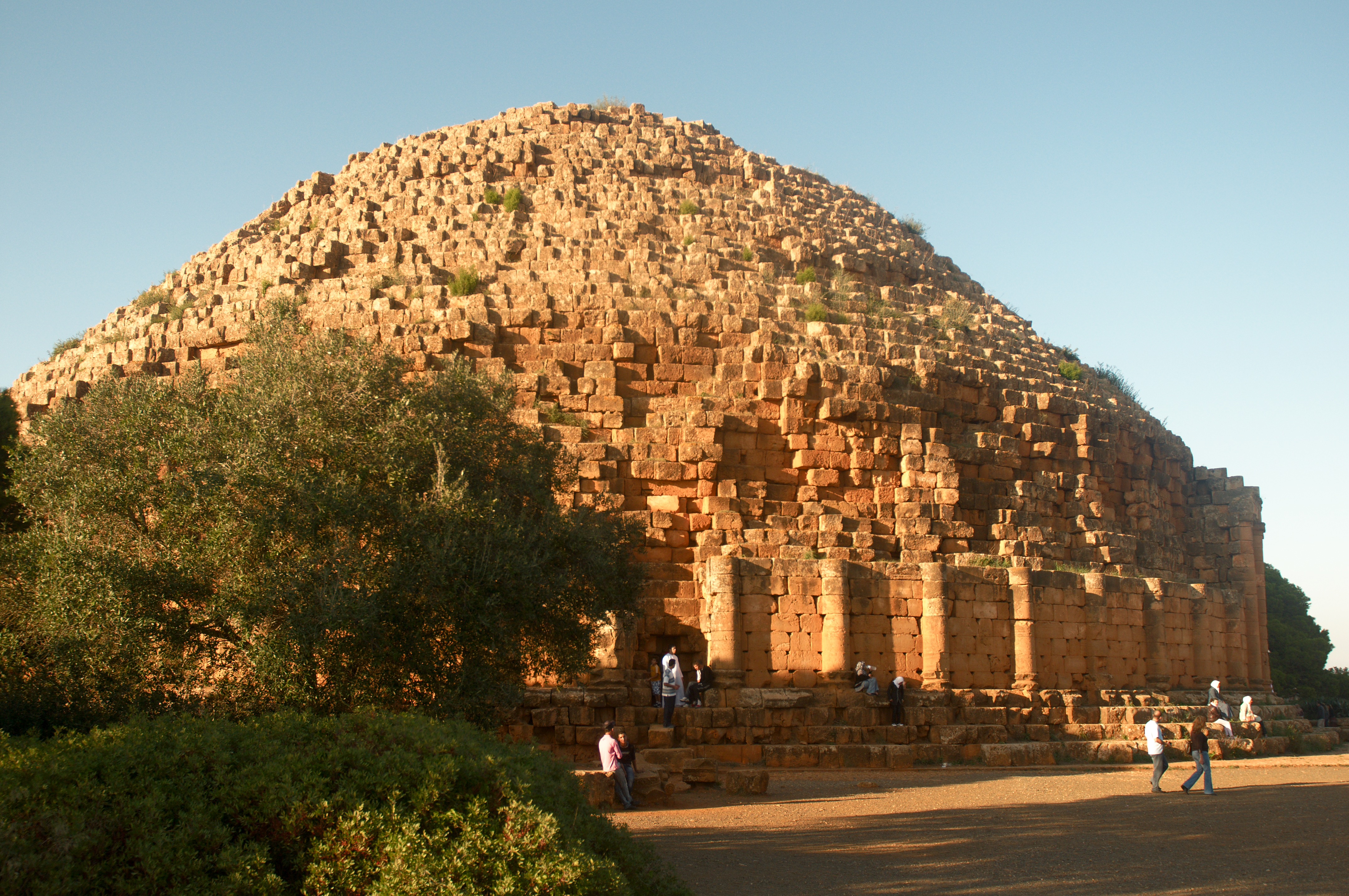
Sepultura de Juba II e sua mulher Cleópatra Selene II em Tipaza, na atual Argélia

Também, conhecendo a fama das ilhas Afortunadas, enviou às actuais Canárias uma expedição destinada a verificar as potencialidades das ilhas. Esta expedição diz-se que encontrou as ilhas desertas, embora com restos de antigas construções. Os cães seriam tão numerosos que, por via do latim cane, originou o actual étimo Canárias (literalmente Ilhas dos Cães).
Os manuscritos de Juba serviram de referência a múltiplos historiadores da antiguidade, entre os quais Tito Lívio, Alexandre de Mileto, Diodoro da Sicília e Plínio, o Jovem . Este último vai ao ponto de afirmar que Juba era mais respeitado pelo seu saber do que pelo seu reino.
Admirado e respeitado pelos gregos, foi-lhe erigida, em sinal de reconhecimento, uma estátua frente à academia de Ptolomeu. O reinado de Juba II foi marcado pelo seu sentido de justiça e democracia.
Pela sua erudição e labor intelectual, Juba II foi uma figura marcante da civilização greco-latina e um influente precursor da civilização europeia.